# Ricardo Carvalho
Ricardo Alberto Silveira de Carvalho OIH, meglio noto come Ricardo Carvalho (Amarante, 18 maggio 1978), è un allenatore di calcio ed ex calciatore portoghese, assistente tecnico della nazionale portoghese. Con la nazionale portoghese si è laureato campione d'Europa nel 2016.

## Carriera

### Club

#### Inizi
Muove i suoi primi passi nell'Amarante, squadra della sua città natale. Nel 1996 viene ingaggiato dal Porto, che lo inserisce nelle sue giovanili. Nel 1997 viene ceduto in prestito al Leça, con cui esordisce nel calcio professionistico. Successivamente viene ceduto in prestito al Vitória Setúbal e all'Alverca.

#### Porto
Nel 2001 ritorna dal prestito al Porto, dove gioca prevalentemente come riserva dei due centrali titolari Jorge Andrade e Jorge Costa. Il 18 settembre 2001 debutta in Champions League, nella vittoria per 2-1 contro il Rosenborg al Lerkendal Stadion. Nell'aprile 2002, dopo la cessione in prestito del capitano Costa al Charlton Athletic, viene promosso titolare a fianco di Andrade, disputando 25 partite.
Nella stagione successiva viene nominato come nuovo allenatore il portoghese José Mourinho. Terminato il prestito di Costa, quest'ultimo ritorna al Porto, affiancando il neoacquisto Pedro Emanuel, poiché Andrade è stato ceduto al Deportivo La Coruña. Carvalho inizialmente non trova spazio tra i titolari, ma la sua forma eccellente e le sue prestazioni lo portano tra i titolari, così da giocare le partite più importanti come la semifinale della Coppa UEFA contro la Lazio (vinta 4-1) e la finale contro il Celtic, vinta ai tempi supplementari 3-2 allo Estadio Benito Villamarín, vincendo così il suo primo trofeo europeo. Viene inoltre nominato Calciatore portoghese dell'anno.
Nella stagione 2003-2004 riesce a imporsi a livello internazionale. Infatti le sue performance solide hanno contribuito alla sua squadra di vincere la Primeira Liga per il secondo anno consecutivo e soprattutto la Champions League in finale contro il Monaco. Viene inoltre nominato difensore dell'anno dalla UEFA e viene inserito nella lista per i candidati al Pallone d'oro. A fine stagione viene rintracciato da molti club europei, tra cui Inter, Barcellona, Manchester United e Real Madrid, quest'ultima ha offerto 8,3 mln di euro per il cartellino del giocatore, offerta rifiutata poiché il Porto non lo avrebbe ceduto per meno di 23,5 mln.

#### Chelsea

##### 2004-2007: i successi con Mourinho
Nel 2004 viene acquistato per 30 milioni di euro dal Chelsea (pagato con un importo iniziale di 20 mln), fortemente voluto da Mourinho, che era stato appena nominato allenatore della squadra londinese; ritrova inoltre Paulo Ferreira, suo ex compagno ai tempi del Porto. Disputa una buona prima stagione, aiutando il Chelsea a rivincere la Premier League, dopo 50 anni, e la coppa di lega. Ha segnato il suo primo gol con la nuova maglia nella vittoria per 3-1 contro il Norwich City.
La stagione 2005-2006 inizia in modo difficile, soprattutto a causa delle critiche rivolte a Mourinho. Riesce però a riguadagnarsi il posto di titolare, disputando dal primo minuto le partite di Champions League contro Betis Siviglia e Anderlecht. Proprio contro il Betis segna il suo primo gol stagionale e nella massima competizione europea, partita vinta 4-0. Si rende uno dei cannonieri della squadra in Champions League segnando anche un gol ai belgi, partita terminata 2-0 a favore dei The Blues. Nel mese di gennaio contro il Charlton Athletic riceve il suo primo cartellino rosso in maglia blu reale. La sua collaborazione con il capitano John Terry nel reparto difensivo è uno dei principali motivi del secondo scudetto di fila dei londinesi.
La stagione 2006-2007 inizia molto bene. Lo dimostrano il successo per 3-0 contro il Manchester City e i gol contro il Manchester United (terminata 1-1) e il Tottenham (con una cannonata da 30 metri dalla porta imparabile per il portiere degli Spurs Paul Robinson. Il 28 aprile 2006, nella partita contro il Bolton Wanderers, subisce un infortunio che gli impedisce di giocare la finale di FA Cup (vinta per 1-0 dal Chelsea), il ritorno della semifinale di Champions League (conclusosi con l'eliminazione dei Blues) e l'ultima partita di Premier League. Le sue prestazioni gli valgono la candidatura per il titolo di Difensore dell'anno e di Giocatore dell'anno della Premier League.

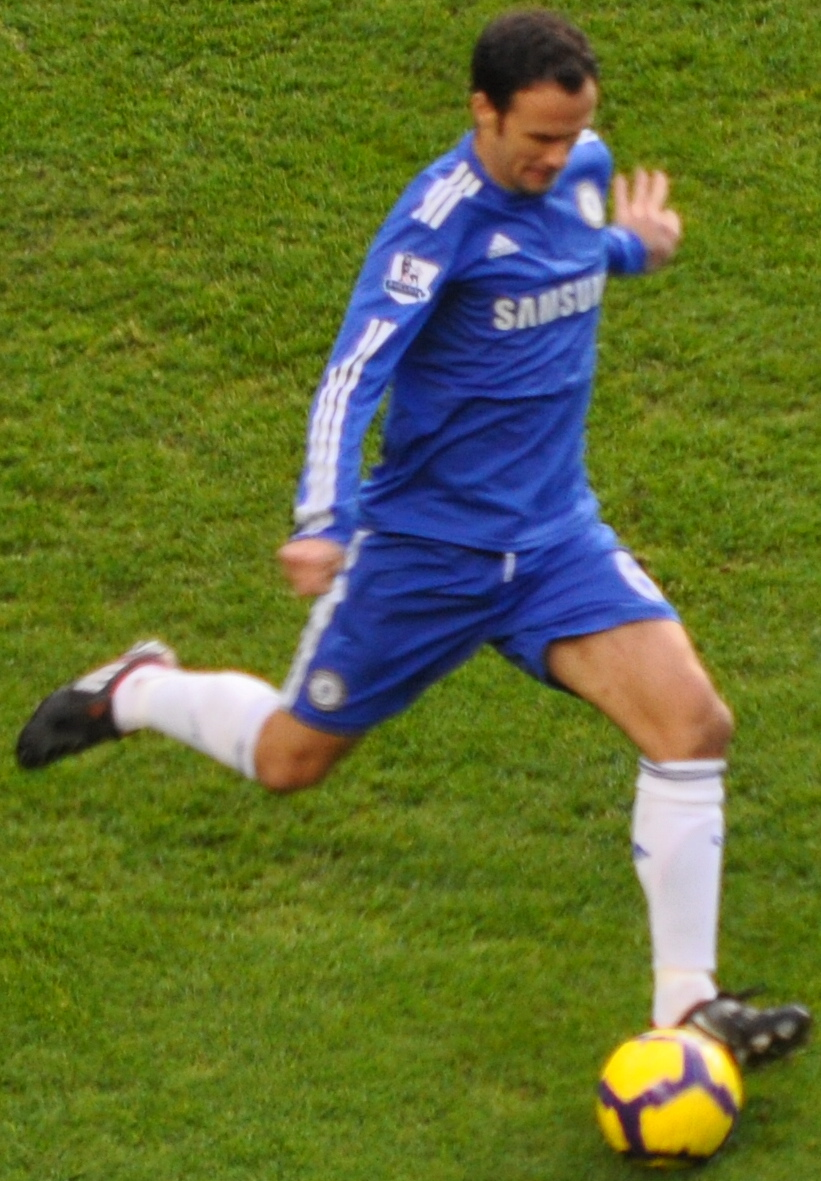
Ricardo Carvalho nella partita di Premier League contro il Fulham il 28 dicembre 2009

##### 2007-2008: l'avvento di Grant
Nella stagione 2007-2008 riesce a riconfermarsi. Dopo la partenza di Mourinho dal Chelsea, sostituito dall'israeliano Avraham Grant, il Real Madrid tenta di acquistarlo, ma Carvalho decide di rimanere a Londra. Il 26 dicembre 2007, nella partita pareggiata 4-4 contro l'Aston Villa, rimedia il suo secondo cartellino rosso della sua carriera al Chelsea, con un fallo da ultimo difensore all'attaccante dei The Villans Gabriel Agbonlahor. In questa stagione è stato uno dei calciatori più coerenti al club e i suoi sforzi sono stati premiati realizzando un gol nella sua 150ª partita con la maglia del Chelsea contro il Middlesbrough (con vittoria per 1-0) e, il 26 aprile dello stesso anno. disputa la sua 100ª partita in Premier League. Le sue solide prestazioni hanno portato il club londinese alla prima finale di Champions League di sempre (persa contro il Manchester United 6-5 d.c.r.). Anche quest'anno viene eletto Giocatore dell'anno con Michael Ballack e Joe Cole.

##### 2008-2010: da Scolari ad Ancelotti
La stagione 2008-2009 è segnata dai continui problemi al ginocchio e dall'esonero dell'allenatore brasiliano Luiz Felipe Scolari, sostituito dal CT della Russia Guus Hiddink, che lo lascia in panchina a favore del difensore brasiliano Alex. In tutta la stagione gioca 18 partite con un gol.
Nel luglio 2009 il difensore portoghese voleva lasciare definitivamente il Chelsea ed approdare all'Inter del suo ex allenatore José Mourinho poiché ha giocato solo 18 partite stagionali per causa di un infortunio al ginocchio. Ma gli italiani non hanno mostrato l'interesse iniziale per il difensore e quindi Carvalho ha cominciato ad allenarsi e a giocare le partite di pre-stagione con i londinesi.
L'arrivo di Carlo Ancelotti sulla panchina del Chelsea e il superamento dei suoi problemi fisici gli consentono di riprendersi il posto di titolare. Nella partita di Community Shield contro il Manchester United segna un gol e viene nominato uomo-partita. Il 20 dicembre 2009 ha disputato la sua 200ª con la maglia del Chelsea, nella partita pareggiata 1-1 contro il West Ham. Un infortunio nel finale di stagione gli ha impedito di disputare la partita che ha sancito la vittoria della Premier League da parte del Chelsea (la terza di Carvalho) e la finale di FA Cup (vinta per 1-0). Secondo il quotidiano britannico The Sun, Carvalho sarebbe pronto a lasciare il Chelsea, ma non per andare all'Inter, ma di firmare un contratto senza esitare ai Los Merengues.

#### Real Madrid

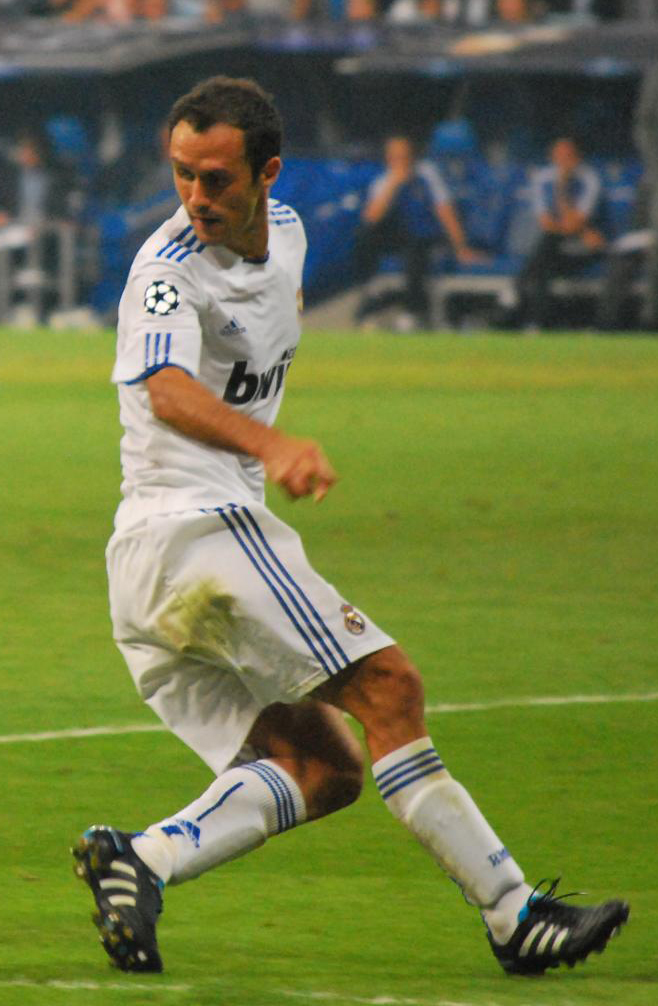
Ricardo Carvalho in azione con la maglia del durante un match di Champions League contro il

Il 10 agosto 2010 viene acquistato per 8 milioni di euro dal Real Madrid, firmando un contratto biennale con opzione per il terzo anno. Ritrova Mourinho e diventa immediatamente titolare inamovibile. Il suo debutto con i Galacticos avviene il 29 agosto 2010 contro il Maiorca; la partita termina in parità (0-0). Nella gara successiva realizza il suo primo gol andando a segno contro l'Osasuna; grazie al suo goal il Real Madrid porta a casa la vittoria. Nella partita di Champions League contro il Milan del 19 ottobre 2010, il difensore portoghese viene nominato uomo partita dal giornale spagnolo Marca. Il 7 novembre 2010, nel derby contro l'Atlético Madrid, realizza al tredicesimo minuto il primo dei due gol che consentono al Real Madrid di guadagnare i tre punti. Il 19 dicembre 2010 viene espulso dopo un fallo all'attaccante siviliano Álvaro Negredo. Le sue ottime prestazioni hanno contribuito ai merengues di vincere la Coppa del Re, aggiungendo così un altro trofeo al suo ricco palmarès.
Nella stagione successiva parte titolare, ma, a causa della scarsa condizione di forma, perde il posto a favore della coppia Pepe-Sergio Ramos. Un altro motivo è l'addio di Mourinho a favore di Ancelotti, già allenatore del difensore portoghese nell'ultima stagione con il Chelsea. Tuttavia ha scelto di restare fino a fine stagione 2012-2013 con i madrileni.

#### Monaco

##### 2013-2014: con Ranieri
Il 28 maggio 2013 firma un contratto annuale con opzione per il secondo anno con il Monaco. La stagione 2013-2014 inizia bene: il difensore portoghese trova subito spazio fra i titolari assieme a Éric Abidal. Debutta con i Rouge et Blanc il 10 agosto 2013, nella partita vinta 2-0 contro il Bordeaux allo Stadio Jacques Chaban-Delmas. Il 1 settembre 2013, in occasione del derby contro il Marsiglia (vinto 2-1), viene ammonito per la prima volta nella sua nuova esperienza. La sua buona prestazione contribuisce al secondo posto in campionato e al ritorno in Champions League dopo quasi un decennio. A fine anno il suo contratto viene rinnovato per un ulteriore anno.

##### 2014-2015: l'avvento di Jardim
La stagione 2014-2015 inizia con l'esonero del tecnico italiano Claudio Ranieri e con l'arrivo del portoghese Leonardo Jardim. Con il nuovo tecnico trova subito un posto tra i titolari affiancato dal difensore italiano Andrea Raggi. L'addio di giocatori come James Rodríguez e Radamel Falcao aveva influenzato psicologicamente i calciatori, portando un brutto inizio stagionale. Infatti già nella prima giornata di campionato persa 2-1 contro il Lorient, il difensore portoghese viene espulso per doppia ammonizione. Dopo la ripresa della squadra, il 30 novembre 2014 si infortuna al polpaccio, che lo costringe in panchina per un mese. Rientrato in campo il 14 gennaio 2015 risente dei problemi muscolari e dovrà stare dodici giorni fermo. Il 9 febbraio di nuovo si infortunio e si ferma per un mese. Il 29 marzo durante la partita della nazionale si infortuna saltando così i quarti di Champions League contro la Juventus. Il 2 luglio rinnova il contratto per un altro anno. L'anno successivo totalizza 33 presenze e 2 gol contribuendo al terzo posto in campionato con accesso diretto in Champions League. Il 9 agosto 2016 rescinde con il club monegasco.

#### Shanghai SIPG e ritiro
Dopo un mese di prova, il 9 gennaio 2017 viene tesserato dallo Shanghai SIPG. Il 4 novembre gioca la sua ultima partita ufficiale.
Ritiratosi da un anno ormai, nel marzo 2019 viene scelto come ambasciatore per l’Europeo 2020.

### Nazionale

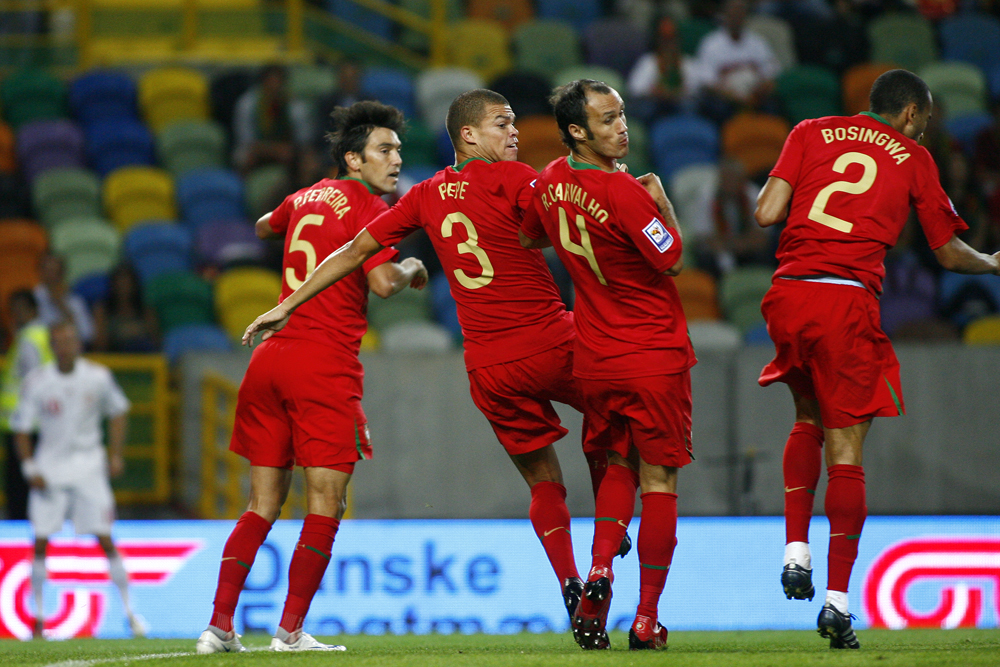
Da sinistra a destra: Paulo Ferreira, Pepe, Ricardo Carvalho e José Bosingwa, durante la qualificazione del Mondiale 2010 contro la Danimarca, 10 settembre 2008.

Viene convocato dalla nazionale maggiore l'11 ottobre 2003, nella partita vinta 5-3 contro l'Albania. Il giovane difensore diventa subito uno dei pilastri della nazionale, giocando tutte le partite dell'Euro 2004, fino alla finale contro la Grecia, persa 1-0. A fine torneo viene nominato miglior difensore di questa competizione insieme a Sol Campbell.
In occasione del Mondiale 2006, Carvalho gioca tutte le partite tranne la finale per il quarto posto contro la Germania. In questa competizione nazionale, dove il Portogallo termina quarto, il giovane difensore viene espulso per un fallo ad aria di rigore in semifinale all'attaccante francese Thierry Henry. Il calcio di rigore viene realizzato dal centrocampista Zinédine Zidane, che porta la Francia in finale. A fine torneo viene nominato tra i 23 calciatori più forti del torneo.
Viene convocato anche per partecipare all'Europeo 2008, giocando 3 partite sulle 4 della nazionale, e al Mondiale 2010, in coppia con Bruno Alves. La nazionale non prende nemmeno un gol nella fase a girone e nel torneo uno solo, agli ottavi di finale contro la Spagna (con sconfitta per 1-0).
Il 13 settembre 2011 viene sospeso per un anno dalla nazionale per aver lasciato senza motivo il ritiro della squadra.
Il 3 ottobre 2014, dopo tre anni, viene convocato dal nuovo CT della nazionale Fernando Santos per la partita amichevole contro la Francia e per le gare di qualificazione dell'Euro 2016 contro la Danimarca e l'Armenia. Il 29 marzo 2015 realizza il gol del momentaneo 1-0 nella vittoria del Portogallo contro la Serbia (2-1), tornando così a segnare in nazionale ad otto anni di distanza dall'ultima volta.
Viene convocato per gli Europei 2016 in Francia. Comincia titolare nelle prime tre partite del girone, ma poi perde il posto in favore di José Fonte. Il 10 luglio si laurea campione d'Europa dopo la vittoria in finale sulla Francia padrona di casa per 1-0, ottenuta grazie al goal decisivo di Éder durante i tempi supplementari. Con questa vittoria diviene anche il più anziano giocatore a vincere un Europeo.

## Statistiche

### Presenze e reti nei club
Statistiche aggiornate al termine della carriera da calciatore.
| Stagione           | Squadra            | Campionato         | Campionato | Campionato | Coppe nazionali | Coppe nazionali | Coppe nazionali | Coppe continentali | Coppe continentali | Coppe continentali | Altre coppe | Altre coppe | Altre coppe | Totale | Totale |
| Stagione           | Squadra            | Comp               | Pres       | Reti       | Comp            | Pres            | Reti            | Comp               | Pres               | Reti               | Comp        | Pres        | Reti        | Pres   | Reti   |
| ------------------ | ------------------ | ------------------ | ---------- | ---------- | --------------- | --------------- | --------------- | ------------------ | ------------------ | ------------------ | ----------- | ----------- | ----------- | ------ | ------ |
| 1997-1998          | Leça               | PL                 | 22         | 1          | CP              | 0               | 0               |                    | -                  | -                  |             | -           | -           | 22     | 1      |
| 1998-1999          | Porto              | PL                 | 1          | 0          | CP              | 0               | 0               |                    | 0                  | 0                  |             | 0           | 0           | 1      | 0      |
| 1999-2000          | Vitória de Setúbal | PL                 | 25         | 2          | CP              | 2               | 0               |                    | -                  | -                  |             | -           | -           | 27     | 2      |
| 2000-2001          | Alverca            | PL                 | 29         | 1          | CP              | 3               | 0               |                    | -                  | -                  |             | -           | -           | 32     | 1      |
| 2001-2002          | Porto              | PL                 | 25         | 0          | CP              | 2               | 0               | UCL                | 10                 | 0                  | SP          | 1           | 0           | 38     | 0      |
| 2002-2003          | Porto              | PL                 | 18         | 1          | CP              | 6               | 0               | CU                 | 7                  | 0                  |             | -           | -           | 31     | 1      |
| 2003-2004          | Porto              | PL                 | 29         | 2          | CP              | 4               | 0               | UCL                | 13                 | 1                  | SP+SU       | 1+1         | 0+0         | 48     | 3      |
| Totale Porto       | Totale Porto       | Totale Porto       | 73         | 3          |                 | 12              | 0               |                    | 30                 | 1                  |             | 3           | 0           | 118    | 4      |
| 2004-2005          | Chelsea            | PL                 | 25         | 1          | FACup+CdL       | 1+3             | 0               | UCL                | 10                 | 0                  |             | -           | -           | 39     | 1      |
| 2005-2006          | Chelsea            | PL                 | 24         | 1          | FACup+CdL       | 3+0             | 0               | UCL                | 8                  | 2                  | CS          | 0           | 0           | 35     | 3      |
| 2006-2007          | Chelsea            | PL                 | 31         | 3          | FACup+CdL       | 5+4             | 1+0             | UCL                | 10                 | 0                  | CS          | 1           | 0           | 51     | 4      |
| 2007-2008          | Chelsea            | PL                 | 21         | 1          | FACup+CdL       | 2+4             | 0               | UCL                | 10                 | 0                  | CS          | 1           | 0           | 38     | 1      |
| 2008-2009          | Chelsea            | PL                 | 12         | 1          | FACup+CdL       | 2+0             | 0               | UCL                | 4                  | 0                  |             | -           | -           | 18     | 1      |
| 2009-2010          | Chelsea            | PL                 | 22         | 0          | FACup+CdL       | 1+0             | 0               | UCL                | 5                  | 0                  | CS          | 1           | 1           | 29     | 1      |
| Totale Chelsea     | Totale Chelsea     | Totale Chelsea     | 135        | 7          |                 | 25              | 1               |                    | 47                 | 2                  |             | 3           | 1           | 210    | 11     |
| 2010-2011          | Real Madrid        | PD                 | 33         | 3          | CR              | 6               | 0               | UCL                | 9                  | 0                  |             | -           | -           | 48     | 3      |
| 2011-2012          | Real Madrid        | PD                 | 8          | 0          | CR              | 1               | 0               | UCL                | 2                  | 0                  | SS          | 2           | 0           | 13     | 0      |
| 2012-2013          | Real Madrid        | PD                 | 9          | 0          | CR              | 6               | 0               | UCL                | 1                  | 0                  | SS          | 0           | 0           | 16     | 0      |
| Totale Real Madrid | Totale Real Madrid | Totale Real Madrid | 50         | 3          |                 | 13              | 0               |                    | 12                 | 0                  |             | 2           | 0           | 77     | 3      |
| 2013-2014          | Monaco             | L1                 | 37         | 0          | CF+CL           | 3+0             | 0               | -                  | -                  | -                  | -           | -           |             | 40     | 0      |
| 2014-2015          | Monaco             | L1                 | 25         | 0          | CF+CL           | 1+2             | 0               | UCL                | 6                  | 0                  |             | -           | -           | 34     | 0      |
| 2015-2016          | Monaco             | L1                 | 33         | 2          | CF+CL           | 2+1             | 0               | UCL+UEL            | 4+4                | 0                  |             | -           | -           | 44     | 2      |
| Totale Monaco      | Totale Monaco      | Totale Monaco      | 95         | 2          |                 | 9               | 0               |                    | 14                 | 0                  |             | -           | -           | 118    | 2      |
| 2017               | Shanghai SIPG      | CSL                | 4          | 0          | CC              | 1               | 0               | ACL                | 0                  | 0                  | -           | -           | -           | 5      | 0      |
| Totale carriera    | Totale carriera    | Totale carriera    | 433        | 19         |                 | 62              | 1               |                    | 103                | 3                  |             | 8           | 1           | 606    | 24     |

### Cronologia presenze e reti in nazionale
| Cronologia completa delle presenze e delle reti in nazionale ― Portogallo | Cronologia completa delle presenze e delle reti in nazionale ― Portogallo | Cronologia completa delle presenze e delle reti in nazionale ― Portogallo | Cronologia completa delle presenze e delle reti in nazionale ― Portogallo | Cronologia completa delle presenze e delle reti in nazionale ― Portogallo | Cronologia completa delle presenze e delle reti in nazionale ― Portogallo | Cronologia completa delle presenze e delle reti in nazionale ― Portogallo | Cronologia completa delle presenze e delle reti in nazionale ― Portogallo |
| Data                                                                      | Città                                                                     | In casa                                                                   | Risultato                                                                 | Ospiti                                                                    | Competizione                                                              | Reti                                                                      | Note                                                                      |
| ------------------------------------------------------------------------- | ------------------------------------------------------------------------- | ------------------------------------------------------------------------- | ------------------------------------------------------------------------- | ------------------------------------------------------------------------- | ------------------------------------------------------------------------- | ------------------------------------------------------------------------- | ------------------------------------------------------------------------- |
| 11-10-2003                                                                | Lisbona                                                                   | Portogallo                                                                | 5 – 3                                                                     | Albania                                                                   | Amichevole                                                                | -                                                                         | 46’                                                                       |
| 18-2-2004                                                                 | Faro                                                                      | Portogallo                                                                | 1 – 1                                                                     | Inghilterra                                                               | Amichevole                                                                | -                                                                         | 75’                                                                       |
| 31-3-2004                                                                 | Braga                                                                     | Portogallo                                                                | 1 – 2                                                                     | Italia                                                                    | Amichevole                                                                | -                                                                         | 77’                                                                       |
| 29-5-2004                                                                 | Águeda                                                                    | Portogallo                                                                | 3 – 0                                                                     | Lussemburgo                                                               | Amichevole                                                                | -                                                                         | 63’                                                                       |
| 5-6-2004                                                                  | Setúbal                                                                   | Portogallo                                                                | 4 – 1                                                                     | Lituania                                                                  | Amichevole                                                                | -                                                                         | 46’                                                                       |
| 16-6-2004                                                                 | Lisbona                                                                   | Russia                                                                    | 0 – 2                                                                     | Portogallo                                                                | Euro 2004 - 1º turno                                                      | -                                                                         | 24’                                                                       |
| 20-6-2004                                                                 | Lisbona                                                                   | Spagna                                                                    | 0 – 1                                                                     | Portogallo                                                                | Euro 2004 - 1º turno                                                      | -                                                                         |                                                                           |
| 24-6-2004                                                                 | Lisbona                                                                   | Portogallo                                                                | 2 – 2 dts (6 – 5 dtr)                                                     | Inghilterra                                                               | Euro 2004 - Quarti di finale                                              | -                                                                         | 119’                                                                      |
| 30-6-2004                                                                 | Lisbona                                                                   | Portogallo                                                                | 2 – 1                                                                     | Paesi Bassi                                                               | Euro 2004 - Semifinale                                                    | -                                                                         |                                                                           |
| 4-7-2004                                                                  | Lisbona                                                                   | Portogallo                                                                | 0 – 1                                                                     | Grecia                                                                    | Euro 2004 - Finale                                                        | -                                                                         |                                                                           |
| 4-9-2004                                                                  | Riga                                                                      | Lettonia                                                                  | 0 – 2                                                                     | Portogallo                                                                | Qual. Mondiali 2006                                                       | -                                                                         |                                                                           |
| 8-9-2004                                                                  | Leiria                                                                    | Portogallo                                                                | 4 – 0                                                                     | Estonia                                                                   | Qual. Mondiali 2006                                                       | -                                                                         |                                                                           |
| 10-9-2004                                                                 | Vaduz                                                                     | Liechtenstein                                                             | 2 – 2                                                                     | Portogallo                                                                | Qual. Mondiali 2006                                                       | -                                                                         |                                                                           |
| 13-10-2004                                                                | Lisbona                                                                   | Portogallo                                                                | 7 – 1                                                                     | Russia                                                                    | Qual. Mondiali 2006                                                       | -                                                                         |                                                                           |
| 17-11-2004                                                                | Lussemburgo                                                               | Lussemburgo                                                               | 0 – 5                                                                     | Portogallo                                                                | Qual. Mondiali 2006                                                       | -                                                                         |                                                                           |
| 30-3-2005                                                                 | Bratislava                                                                | Slovacchia                                                                | 1 – 1                                                                     | Portogallo                                                                | Qual. Mondiali 2006                                                       | -                                                                         |                                                                           |
| 17-8-2005                                                                 | Ponta Delgada                                                             | Portogallo                                                                | 2 – 0                                                                     | Egitto                                                                    | Amichevole                                                                | -                                                                         |                                                                           |
| 3-9-2005                                                                  | Faro                                                                      | Portogallo                                                                | 6 – 0                                                                     | Lussemburgo                                                               | Qual. Mondiali 2006                                                       | 1                                                                         |                                                                           |
| 7-9-2005                                                                  | Mosca                                                                     | Russia                                                                    | 0 – 0                                                                     | Portogallo                                                                | Qual. Mondiali 2006                                                       | -                                                                         | 48’                                                                       |
| 8-10-2005                                                                 | Aveiro                                                                    | Portogallo                                                                | 2 – 1                                                                     | Liechtenstein                                                             | Qual. Mondiali 2006                                                       | -                                                                         |                                                                           |
| 12-11-2005                                                                | Coimbra                                                                   | Portogallo                                                                | 2 – 0                                                                     | Croazia                                                                   | Amichevole                                                                | -                                                                         |                                                                           |
| 15-11-2005                                                                | Belfast                                                                   | Irlanda del Nord                                                          | 1 – 1                                                                     | Portogallo                                                                | Amichevole                                                                | -                                                                         |                                                                           |
| 27-5-2006                                                                 | Évora                                                                     | Portogallo                                                                | 4 – 1                                                                     | Capo Verde                                                                | Amichevole                                                                | -                                                                         |                                                                           |
| 3-6-2006                                                                  | Metz                                                                      | Lussemburgo                                                               | 0 – 3                                                                     | Portogallo                                                                | Amichevole                                                                | -                                                                         |                                                                           |
| 11-6-2006                                                                 | Colonia                                                                   | Angola                                                                    | 0 – 1                                                                     | Portogallo                                                                | Mondiali 2006 - 1º turno                                                  | -                                                                         |                                                                           |
| 17-6-2006                                                                 | Francoforte                                                               | Portogallo                                                                | 2 – 0                                                                     | Iran                                                                      | Mondiali 2006 - 1º turno                                                  | -                                                                         |                                                                           |
| 21-6-2006                                                                 | Gelsenkirchen                                                             | Portogallo                                                                | 2 – 1                                                                     | Messico                                                                   | Mondiali 2006 - 1º turno                                                  | -                                                                         |                                                                           |
| 25-6-2006                                                                 | Norimberga                                                                | Portogallo                                                                | 1 – 0                                                                     | Paesi Bassi                                                               | Mondiali 2006 - Ottavi di finale                                          | -                                                                         |                                                                           |
| 1-7-2006                                                                  | Gelsenkirchen                                                             | Inghilterra                                                               | 1 – 3                                                                     | Portogallo                                                                | Mondiali 2006 - Quarti di finale                                          | -                                                                         | 111’                                                                      |
| 5-7-2006                                                                  | Monaco                                                                    | Portogallo                                                                | 0 – 1                                                                     | Francia                                                                   | Mondiali 2006 - Semifinale                                                | -                                                                         | 83’                                                                       |
| 1-9-2006                                                                  | Brøndby                                                                   | Danimarca                                                                 | 4 – 2                                                                     | Portogallo                                                                | Amichevole                                                                | 2                                                                         | 71’                                                                       |
| 6-9-2006                                                                  | Helsinki                                                                  | Finlandia                                                                 | 1 – 1                                                                     | Portogallo                                                                | Qual. Euro 2008                                                           | -                                                                         |                                                                           |
| 7-10-2006                                                                 | Porto                                                                     | Portogallo                                                                | 3 – 0                                                                     | Azerbaigian                                                               | Qual. Euro 2008                                                           | 1                                                                         |                                                                           |
| 11-10-2006                                                                | Katowice                                                                  | Polonia                                                                   | 2 – 1                                                                     | Portogallo                                                                | Qual. Euro 2008                                                           | -                                                                         |                                                                           |
| 15-11-2006                                                                | Coimbra                                                                   | Portogallo                                                                | 3 – 0                                                                     | Kazakistan                                                                | Qual. Euro 2008                                                           | -                                                                         |                                                                           |
| 6-2-2007                                                                  | Londra                                                                    | Brasile                                                                   | 0 – 2                                                                     | Portogallo                                                                | Amichevole                                                                | 1                                                                         | 89’                                                                       |
| 24-3-2007                                                                 | Lisbona                                                                   | Portogallo                                                                | 4 – 0                                                                     | Belgio                                                                    | Qual. Euro 2008                                                           | -                                                                         |                                                                           |
| 28-3-2007                                                                 | Belgrado                                                                  | Serbia                                                                    | 1 – 1                                                                     | Portogallo                                                                | Qual. Euro 2008                                                           | -                                                                         |                                                                           |
| 13-10-2007                                                                | Baku                                                                      | Azerbaigian                                                               | 0 – 2                                                                     | Portogallo                                                                | Qual. Euro 2008                                                           | -                                                                         |                                                                           |
| 17-10-2007                                                                | Almaty                                                                    | Kazakistan                                                                | 1 – 2                                                                     | Portogallo                                                                | Qual. Euro 2008                                                           | -                                                                         |                                                                           |
| 6-2-2008                                                                  | Zurigo                                                                    | Italia                                                                    | 3 – 1                                                                     | Portogallo                                                                | Amichevole                                                                | -                                                                         |                                                                           |
| 26-3-2008                                                                 | Düsseldorf                                                                | Grecia                                                                    | 2 – 1                                                                     | Portogallo                                                                | Amichevole                                                                | -                                                                         |                                                                           |
| 31-5-2008                                                                 | Viseu                                                                     | Portogallo                                                                | 2 – 0                                                                     | Georgia                                                                   | Amichevole                                                                | -                                                                         | 46’                                                                       |
| 7-6-2008                                                                  | Ginevra                                                                   | Portogallo                                                                | 2 – 0                                                                     | Turchia                                                                   | Euro 2008 - 1º turno                                                      | -                                                                         |                                                                           |
| 11-6-2008                                                                 | Ginevra                                                                   | Rep. Ceca                                                                 | 1 – 3                                                                     | Portogallo                                                                | Euro 2008 - 1º turno                                                      | -                                                                         |                                                                           |
| 19-6-2008                                                                 | Basilea                                                                   | Portogallo                                                                | 2 – 3                                                                     | Germania                                                                  | Euro 2008 - Quarti di finale                                              | -                                                                         |                                                                           |
| 20-8-2008                                                                 | Aveiro                                                                    | Portogallo                                                                | 5 – 0                                                                     | Fær Øer                                                                   | Amichevole                                                                | -                                                                         | 55’                                                                       |
| 6-9-2008                                                                  | Ta' Qali                                                                  | Malta                                                                     | 0 – 4                                                                     | Portogallo                                                                | Qual. Mondiali 2010                                                       | -                                                                         |                                                                           |
| 10-9-2008                                                                 | Lisbona                                                                   | Portogallo                                                                | 2 – 3                                                                     | Danimarca                                                                 | Qual. Mondiali 2010                                                       | -                                                                         |                                                                           |
| 28-3-2009                                                                 | Porto                                                                     | Portogallo                                                                | 0 – 0                                                                     | Svezia                                                                    | Qual. Mondiali 2010                                                       | -                                                                         |                                                                           |
| 31-3-2009                                                                 | Losanna                                                                   | Sudafrica                                                                 | 0 – 2                                                                     | Portogallo                                                                | Amichevole                                                                | -                                                                         | 46’                                                                       |
| 6-6-2009                                                                  | Tirana                                                                    | Albania                                                                   | 1 – 2                                                                     | Portogallo                                                                | Qual. Mondiali 2010                                                       | -                                                                         | 75’                                                                       |
| 10-6-2009                                                                 | Tallinn                                                                   | Estonia                                                                   | 0 – 0                                                                     | Portogallo                                                                | Amichevole                                                                | -                                                                         | Cap. 59’                                                                  |
| 12-8-2009                                                                 | Vaduz                                                                     | Liechtenstein                                                             | 0 – 3                                                                     | Portogallo                                                                | Amichevole                                                                | -                                                                         | 62’                                                                       |
| 5-9-2009                                                                  | Copenaghen                                                                | Danimarca                                                                 | 1 – 1                                                                     | Portogallo                                                                | Qual. Mondiali 2010                                                       | -                                                                         |                                                                           |
| 9-9-2009                                                                  | Budapest                                                                  | Ungheria                                                                  | 0 – 1                                                                     | Portogallo                                                                | Qual. Mondiali 2010                                                       | -                                                                         |                                                                           |
| 10-10-2009                                                                | Lisbona                                                                   | Portogallo                                                                | 3 – 0                                                                     | Ungheria                                                                  | Qual. Mondiali 2010                                                       | -                                                                         |                                                                           |
| 14-10-2009                                                                | Guimarães                                                                 | Portogallo                                                                | 4 – 0                                                                     | Malta                                                                     | Qual. Mondiali 2010                                                       | -                                                                         |                                                                           |
| 14-11-2009                                                                | Lisbona                                                                   | Portogallo                                                                | 1 – 0                                                                     | Bosnia ed Erzegovina                                                      | Qual. Mondiali 2010                                                       | -                                                                         |                                                                           |
| 18-11-2009                                                                | Zenica                                                                    | Bosnia ed Erzegovina                                                      | 0 – 1                                                                     | Portogallo                                                                | Qual. Mondiali 2010                                                       | -                                                                         |                                                                           |
| 24-5-2010                                                                 | Covilhã                                                                   | Portogallo                                                                | 0 – 0                                                                     | Capo Verde                                                                | Amichevole                                                                | -                                                                         | 46’                                                                       |
| 1-6-2010                                                                  | Covilhã                                                                   | Portogallo                                                                | 3 – 1                                                                     | Camerun                                                                   | Amichevole                                                                | -                                                                         |                                                                           |
| 8-6-2010                                                                  | Johannesburg                                                              | Mozambico                                                                 | 0 – 3                                                                     | Portogallo                                                                | Amichevole                                                                | -                                                                         |                                                                           |
| 15-6-2010                                                                 | Port Elizabeth                                                            | Costa d'Avorio                                                            | 0 – 0                                                                     | Portogallo                                                                | Mondiali 2010 - 1º turno                                                  | -                                                                         |                                                                           |
| 21-6-2010                                                                 | Città del Capo                                                            | Portogallo                                                                | 7 – 0                                                                     | Corea del Nord                                                            | Mondiali 2010 - 1º turno                                                  | -                                                                         |                                                                           |
| 25-6-2010                                                                 | Durban                                                                    | Portogallo                                                                | 0 – 0                                                                     | Brasile                                                                   | Mondiali 2010 - 1º turno                                                  | -                                                                         |                                                                           |
| 29-6-2010                                                                 | Città del Capo                                                            | Spagna                                                                    | 1 – 0                                                                     | Portogallo                                                                | Mondiali 2010 - Ottavi di finale                                          | -                                                                         |                                                                           |
| 3-9-2010                                                                  | Guimarães                                                                 | Portogallo                                                                | 4 – 4                                                                     | Cipro                                                                     | Qual. Euro 2012                                                           | -                                                                         | Cap.                                                                      |
| 7-9-2010                                                                  | Oslo                                                                      | Norvegia                                                                  | 1 – 0                                                                     | Portogallo                                                                | Qual. Euro 2012                                                           | -                                                                         | Cap.                                                                      |
| 8-10-2010                                                                 | Porto                                                                     | Portogallo                                                                | 3 – 1                                                                     | Danimarca                                                                 | Qual. Euro 2012                                                           | -                                                                         |                                                                           |
| 12-10-2010                                                                | Reykjavík                                                                 | Islanda                                                                   | 1 – 3                                                                     | Portogallo                                                                | Qual. Euro 2012                                                           | -                                                                         |                                                                           |
| 17-11-2010                                                                | Lisbona                                                                   | Portogallo                                                                | 4 – 0                                                                     | Spagna                                                                    | Amichevole                                                                | -                                                                         | 46’                                                                       |
| 26-3-2011                                                                 | Leiria                                                                    | Portogallo                                                                | 1 – 1                                                                     | Cile                                                                      | Amichevole                                                                | -                                                                         | Cap. 46’                                                                  |
| 29-3-2011                                                                 | Aveiro                                                                    | Portogallo                                                                | 2 – 0                                                                     | Finlandia                                                                 | Amichevole                                                                | -                                                                         | 78’                                                                       |
| 11-8-2011                                                                 | Faro                                                                      | Portogallo                                                                | 5 – 0                                                                     | Lussemburgo                                                               | Amichevole                                                                | -                                                                         | 46’                                                                       |
| 11-10-2014                                                                | Saint-Denis                                                               | Francia                                                                   | 2 – 1                                                                     | Portogallo                                                                | Amichevole                                                                | -                                                                         | 46’                                                                       |
| 14-10-2014                                                                | Copenaghen                                                                | Danimarca                                                                 | 0 – 1                                                                     | Portogallo                                                                | Qual. Euro 2016                                                           | -                                                                         |                                                                           |
| 14-11-2014                                                                | Faro                                                                      | Portogallo                                                                | 1 – 0                                                                     | Armenia                                                                   | Qual. Euro 2016                                                           | -                                                                         | 14’                                                                       |
| 29-3-2015                                                                 | Lisbona                                                                   | Portogallo                                                                | 2 – 1                                                                     | Serbia                                                                    | Qual. Euro 2016                                                           | 1                                                                         | 17’                                                                       |
| 13-6-2015                                                                 | Erevan                                                                    | Armenia                                                                   | 2 – 3                                                                     | Portogallo                                                                | Qual. Euro 2016                                                           | -                                                                         | 78’                                                                       |
| 4-9-2015                                                                  | Lisbona                                                                   | Portogallo                                                                | 0 – 1                                                                     | Francia                                                                   | Amichevole                                                                | -                                                                         | 27’                                                                       |
| 7-9-2015                                                                  | Elbasan                                                                   | Albania                                                                   | 0 – 1                                                                     | Portogallo                                                                | Qual. Euro 2016                                                           | -                                                                         |                                                                           |
| 8-10-2015                                                                 | Braga                                                                     | Portogallo                                                                | 1 – 0                                                                     | Danimarca                                                                 | Qual. Euro 2016                                                           | -                                                                         |                                                                           |
| 29-5-2016                                                                 | Porto                                                                     | Portogallo                                                                | 3 – 0                                                                     | Norvegia                                                                  | Amichevole                                                                | -                                                                         | Cap. 60’                                                                  |
| 2-6-2016                                                                  | Londra                                                                    | Inghilterra                                                               | 1 – 0                                                                     | Portogallo                                                                | Amichevole                                                                | -                                                                         | 90’                                                                       |
| 8-6-2016                                                                  | Lisbona                                                                   | Portogallo                                                                | 7 – 0                                                                     | Estonia                                                                   | Amichevole                                                                | -                                                                         | 58’                                                                       |
| 14-6-2016                                                                 | Saint-Étienne                                                             | Portogallo                                                                | 1 – 1                                                                     | Islanda                                                                   | Euro 2016 - 1º turno                                                      | -                                                                         |                                                                           |
| 18-6-2016                                                                 | Parigi                                                                    | Portogallo                                                                | 0 – 0                                                                     | Austria                                                                   | Euro 2016 - 1º turno                                                      | -                                                                         |                                                                           |
| 22-6-2016                                                                 | Lione                                                                     | Ungheria                                                                  | 3 – 3                                                                     | Portogallo                                                                | Euro 2016 - 1º turno                                                      | -                                                                         |                                                                           |
| Totale                                                                    |                                                                           | Presenze                                                                  | 89                                                                        |                                                                           | Reti                                                                      | 6                                                                         |                                                                           |

## Palmarès

### Club

#### Competizioni nazionali
- Campionato portoghese: 3

Porto: 1998-1999, 2002-2003, 2003-2004
- Coppa del Portogallo: 1

Porto: 2002-2003
- Supercoppa di Portogallo: 2

Porto: 2003, 2004
- Coppa di Lega inglese: 2

Chelsea: 2004-2005, 2006-2007
- Campionato inglese: 3

Chelsea: 2004-2005, 2005-2006, 2009-2010
- Community Shield: 2

Chelsea: 2005, 2009
- Coppa d'Inghilterra: 3

Chelsea: 2006-2007, 2008-2009, 2009-2010
- Campionato spagnolo: 1

Real Madrid: 2011-2012
- Coppa di Spagna: 1

Real Madrid: 2010-2011
- Supercoppa di Spagna: 1

Real Madrid: 2012

#### Competizioni internazionali
- Coppa UEFA: 1

Porto: 2002-2003
- UEFA Champions League: 1

Porto: 2003-2004

### Nazionale
- Campionato d'Europa: 1

Francia 2016

### Individuale
- Calciatore portoghese dell'anno: 1

2003
- All-Star Team dei Mondiali: 1

Germania 2006